# Ida Sophia Scudder

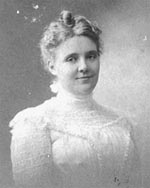
Ida Sophia Scudder (1899)

Ida Sophia Scudder (* 9. Dezember 1870 in Ranipet, Britisch-Indien; † 24. Mai 1960 in Kodaikanal, Vellore, Tamil Nadu, Indien) war eine im heutigen Bundesstaat Tamil Nadu in Südindien wirkende US-amerikanische Ärztin und Missionarin, die aus einer Missionarsfamilie der Reformed Church in America stammte. Das von ihr gegründete Christian Medical College and Hospital (CMC) in Vellore ist heute das größte christliche Krankenhaus der Welt.

## Leben und Wirken

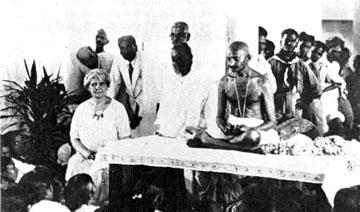
Ida Scudder und Mahatma Gandhi bei seinem Besuch im CMC 1928

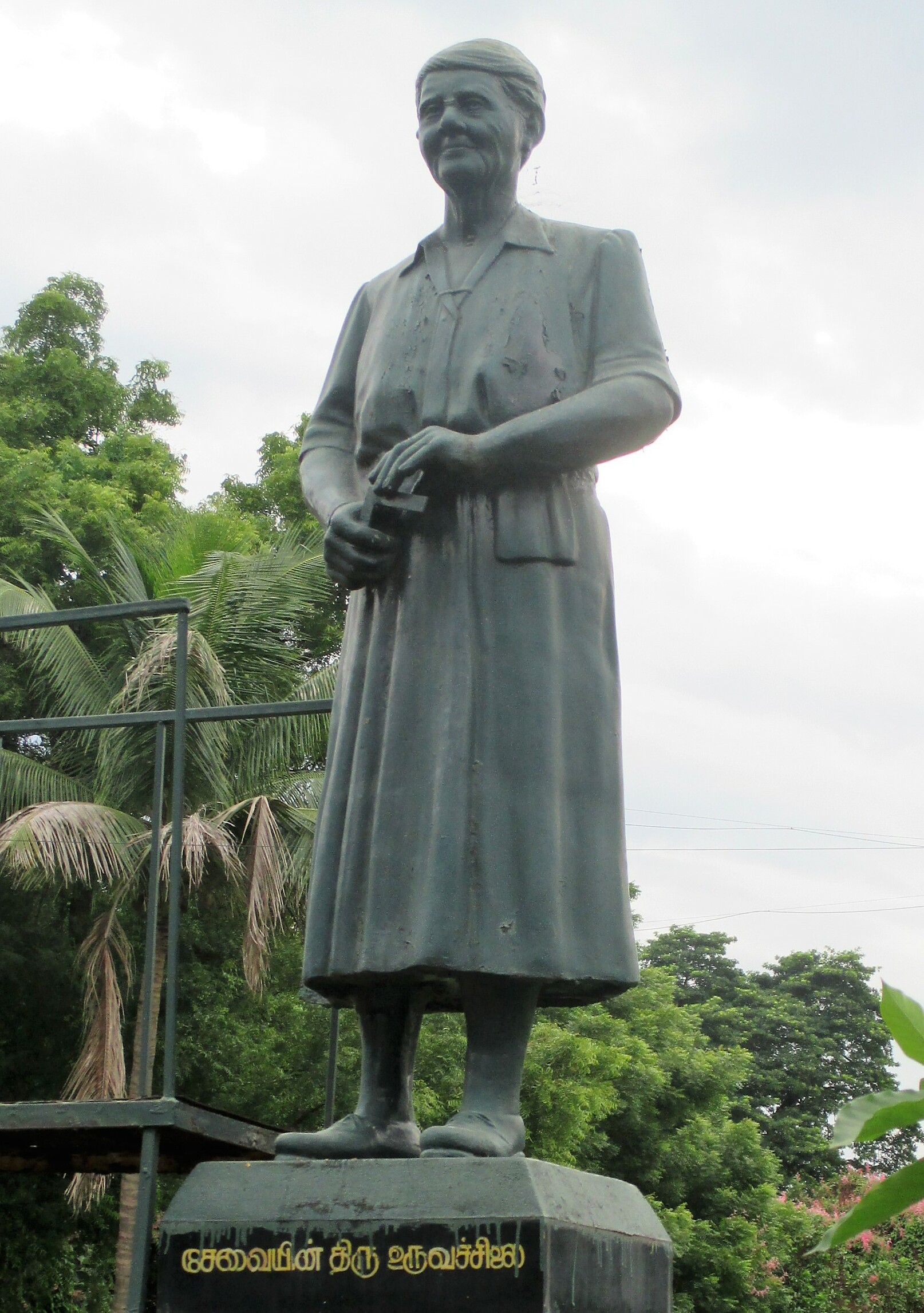
Statue von Ida Scudder in Vellore

Scudder wurde in Südindien als Kind und Enkeltochter einer bereits seit zwei Generationen in Ceylon und Indien als Ärzte und Missionare arbeitenden Familie geboren. In ihrer Jugend wurde sie Augenzeugin der Großen Hungersnot 1877–1878 und wurde mit den in Indien grassierenden Krankheiten wie Beulenpest, Cholera und der Armut konfrontiert. Auf Einladung des Missionars Dwight Lyman Moody wurde sie am Northfield Seminary in Northfield (Massachusetts) ausgebildet.
1890 kehrte Scudder in den Haushalt ihrer Eltern in Tindivanam in der Präsidentschaft Madras zurück, um ihrem Vater zu helfen. Dort hatte sie das einschneidende Erlebnis, dass sie mehreren Frauen innerhalb einer Nacht bei der Geburt nicht helfen konnte und diese starben. Ihr Entschluss stand danach fest, dass sie den Beruf der Ärztin erlernen wollte, um den Frauen nach ihrer Rückkehr nach Indien helfen zu können.
Scudder begann ihr Medizinstudium in Philadelphia und ging dann nach New York City. Dort machte sie als eine der ersten Frauen 1899 ihren Abschluss als Medizinerin am Weill Cornell Medical College an der Cornell University. Sie ging mit einem Stipendium zur Einrichtung eines Krankenhauses und weiteren Spendenmitteln, die sie mit Hilfe der Dänischen Missionsgesellschaft sammeln konnte, im Jahre 1900 zurück nach Vellore in Südindien. Sie begann mit sehr bescheidenen Mitteln und konnte 1902 das Mary Taber Schell Hospital eröffnen.
Im Laufe der Jahre reifte Scudders Idee, eine Ausbildungsstätte für Hebammen und weibliches medizinisches Personal einzurichten. Im ersten Ausbildungsjahr 1918 gab es bereit 151 Bewerberinnen für das von Scudder gegründete Christian Medical College and Hospital in Vellore, das in den ersten Jahren von der Reformed Church in America unterstützt wurde. 1928 wurde für die Ausbildungsstätte ein Gelände in Bagayam oberhalb von Vellore ausgewählt, wo heute noch der Campus des Universitätskrankenhauses liegt. Auf verschiedenen Reisen in die USA konnte Scudder große Spendensummen einsammeln. Nach der Öffnung des Colleges auch für männliche Bewerber im Jahr 1945 kamen noch mehrere Missionsgesellschaften als Unterstützer hinzu. Das Krankenhaus ist heute mit 2000 Betten das größte christliche Hospital der Welt.
Ida Scudder starb am 24. Mai 1960 im Alter von 89 Jahren in ihrem Haus in Kodaikanal.

## Ehrungen
- 1952: Elizabeth-Blackwell-Citation der New York Eye and Ear Infirmary
- 2000: Eine Briefmarke der indischen Post mit dem Wert von 3 Rupien zum Unabhängigkeitstag 2000 zeigt die Kirche des Colleges.
- 2017: Eine weitere Briefmarke der indischen Post mit dem Wert von 5 Rupien zeigt das Gebäude des CMC
- o. J.: Lebensgroße Statue ihrer Person in Vellore[2]